# ستيوارت لويس
ستيوارت لويس (بالإنجليزية: Stuart Lewis)‏ (15 أكتوبر 1987 في المملكة المتحدة - ) هو لاعب كرة قدم بريطاني في مركز الوسط. شارك مع منتخب إنجلترا تحت 16 سنة لكرة القدم ومنتخب إنجلترا تحت 17 سنة لكرة القدم ومنتخب إنجلترا لكرة القدم C ‏. أما مع النوادي، فقد لعب مع إبسفليت يونايتد وتوتنهام هوتسبير وستيفيناغ بوروه ونادي أرسنال ونادي بارنت ونادي غيلينغهام وداغنهام وريدبريدج وويكمب وندررز.

## وصلات خارجية
- ستيوارت لويس على موقع قاعدة بيانات كرة القدم.إي يو (الإنجليزية)
- ستيوارت لويس على موقع Soccerbase.com (لاعب) (الإنجليزية)
- ستيوارت لويس على موقع Soccerway.com (الإنجليزية)